# Tuberitinidae
Tuberitinidae es una familia de foraminíferos bentónicos de la Superfamilia Parathuramminoidea, del Suborden Fusulinina y del Orden Fusulinida. Su rango cronoestratigráfico abarca desde el Llandoveriense (Silúrico inferior) hasta el Pérmico.

## Discusión
Clasificaciones más recientes incluirían Tuberitinidae en el Suborden Parathuramminina, del Orden Parathuramminida, de la Subclase Afusulinina y de la Clase Fusulinata.

## Clasificación
Tuberitinidae incluye a los siguientes géneros:
- Biorbis †
- Bituberitina †
- Eotuberitina †
- Hemithurammina †
- Ivdelina †
- Illigata †
- Mendipsia †
- Orientina †
- Tubeporella †
- Tubeporina †
- Tuberitina †

Otros géneros considerados en Tuberitinidae son:
- Atjussella †, aceptado como Mendipsia
- Capidulina †, aceptado como Tuberitina
- Paratuberitina †, aceptado como Tuberitina